# Одержимість
Одержи́мість:

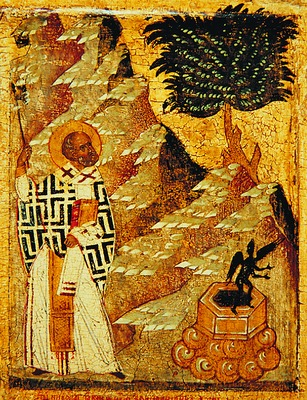
Святий Миколай виганяє біса із колодязя. Клеймо ікони «Святий Микола Зарайский» із життям.

- низка особливих психічних станів людини, що характеризуються відчуттям підлеглості ворожій і незборимій, зазвичай ірраціональній, силі.
- перебування в полоні якого-небудь почуття, ідеї, пристрасті, настрою і т. ін.

Одержимість може бути результатом психічної реакції людини або групи людей на певні впливи соціального середовища, розрізняють основні форми таких одержимостей:
- Біснуватість. Була широко поширена в середньовіччі, особливо серед жінок, які випробували «гріховні спокуси» і добровільно, а частіше під тортурами інквізиції, зізнавалися в злочинних зв'язках з сатаною, що не є достатнім доказом, бо задля зменшення або відміни тортур таке "зізнання" жертви допиту інквізиторів могло мати зумисний характер.
- Зачаклованість або порча. Наводилась через заклинання, символічні ритуальні дії, додавання в їжу або пиття «приворотного зілля», викликаючи у «жертв» (особливо схильних до навіювання) ненормальні, маніякальні психічні стани, хвороби тощо.[1] Українські народні вірування допускають можливість насилання хвороби навіть "злим поглядом", сама хвороба при цьому називається "пристріт"[2].

Своєрідна форма одержимості, що отримала назву меречення, спостерігалась наприкінці XIX ст. у цілих груп населення в деяких місцевостях Сибіру, Якутії і Колими; вона виявлялася в потребі (що суперечила волі самого одержимого) стрибати, лаятися, передражнювати оточуючих. Меречення має деякі спільні риси з шаманством. У 20 ст. аналогічні стани описані у мешканців Зондського архіпелагу, південноамериканських індійців та ін.

## У Біблії
Біблія згадує про декількох людей одержимих демонами. Ось деякі біблійні тексти про це: Матвія 9:32-33; 12:22; 17:18; Марка 5:1-20; 7:26-30; Луки 4:33-36; 22:3; Дії 16:16-18. У деяких випадках, одержимість призводила до фізичних хвороб,таких як втрата дару мови, епілепсії, сліпоти і т. ін. В інших випадках одержимість демонами спонукала людину до поганих вчинків (ап. Юда – самогубство). У Діях 16:16-18 дух дав служниці здібність знати про речі, які виходили за межі її власного знання. Біснуватий із землі Гадаринської, одержимий багатьма демонами, володів надлюдською силою, ходив оголеним і жив серед могил. Злим духам було дозволено непокоїти царя Саула, який повстав проти Господа, що проявлялося у депресивному настрої і нав’язливому бажані вбити Давида (1 Самуїла 16:14-15; 18:10-11; 19:9-10).
Існує багато можливих симптомів одержимості демонами, наприклад фізичні розлади, які неможливо пояснити реальними фізіологічними проблемами; зміни особистості, такі як глибока депресія або нехарактерна агресія, надприродна сила, нехтування доброчесністю або «нормальною» соціальною поведінкою; а також, можливо, здібність володіти інформацією, яку людина не могла отримати звичним шляхом.
Також пригнічений настрій та епілепсія можуть мати природні пояснення, а не демонічні корені.
Існують також духовні ознаки прояву демонічного впливу. Вони можуть включати у себе небажання прощати (2 Коринтян 2:10-11), а також слідування і розповсюдження хибного вчення, особливо щодо Ісуса Христа та його викупної жертви (2 Коринтянам 11:3-4, 13-14; 1 Тимофію 4:1-5; 1 Івана 4:1-3).
З приводу втручання демонів у життя християн ілюстрацією того факту, що віруючий може перебувати під впливом диявола, є апостол Петро (Матвія 16:23).
Декотрі вважають біснуватими християн, які перебувають під сильним демонічним впливом, але у Святому Письмі ніде не наводиться прикладів того, щоб віруючий був одержимим демоном.
Більшість теологів погоджується, що християнин не може бути одержимим тому, що в ньому перебуває Святий Дух (2 Коринтянам 1:22; 5:5; 1 Коринтянам 6:19).
Теологи не кажуть як людина відкривається для одержимості. Апостол Юда відкрив своє серце для демона через власну пожадливість (Івана 12:6). Саме тому, якщо людина дозволяє якомусь звичайному гріху керувати своїм серцем, можливо, це стає запрошенням для демона.
З місіонерського досвіду відомо, що одержимість також часто буває пов’язана зі служінням язичницьким ідолам і володінням окультними матеріалами.
Святе Письмо неодноразово пов’язує служіння ідолам зі служінням демонам (Левит 17:7; Повторення Закону 32:17; Псалом 105:37; 1 Коринтян 10:20), тому, за християнським вченням, участь у цих релігіях та їх обрядах може призвести до одержимості демонами.
Християни вірять, що багато людей стають одержимими через гріх або слідування культам (як свідомо, так і ні). Такі культи як аморальність; залежність від наркотиків / алкоголю, яка змінює стан свідомості людини.
У Біблії згадується, що сатана і його злі духи не можуть комусь що-небудь заподіяти, доки не отримають дозволу від Господа (Йова 1, 2).
Сатана, вважаючи, що втілює свої власні наміри, насправді виконує благі Божі плани (навіть у випадку зі зрадництвом Юди).

## В християнській теології
Одержимість є результатом вторгнення нематеріальних сил зла в повсякденне життя. Біси (демони, чорти) є нематеріальні суті, рухомі мотивацією безумовного зла. Їх походження стосується метаісторичної події, коли певна кількість ангелів (третина, по тлумаченням деяким святих отців) на чолі з первотварним ангелом Люцифером відпало від повноти доброти Творця. Допустом Промислу з цього часу зло входить в світ як активний початок, особистісно представлений деструктивними, і схильними до обману персоналіями. Їх метою є спокуса, викривлення духовного шляху людської особистості. Занепалі духи в Біблії іменуються духами нечистими (Мф. 10:1); духами злоби (Еф. 6:12); бісами і демонами (5 М. 32:17; Лк. 8:30); ангелами які згрішили (2 Петр. 2:4), не зберегли гідності (Юд. 6:1); спокусниками (1 Тим. 4:1).
Крім впливу демонів, людина також може знаходитись під впливом Святого Духа, який, на противагу одержимості бісами, має однозначно позитивні наслідки. В Біблії це переживання найчастіше відповідало хрещенню Святим Духом, чимало згадувань про яке міститься у Новому Заповіті, особливо в книзі Дії Апостолів

### Ознаки біснуватості
- Агресивність, сварки і прокляття в адрес церкви, людей і так далі.
- Судоми, епілептичні припадки.
- Ознаки психічних розладів, галюцинації, марення, дивна поведінка і т.д.
- Одержимі говорять від лиця тих, хто в них вселився.
- Занепокоєння, страх, лють при читанні молитов, християнських обрядів.
- Ненависть до святої води.
- Виявлення дивних умінь: левітація, телекінез, телепортація.
- Вміння говорити на мовах які раніше були невідомі. (Ксеноголосія)
- Відсутність чеснот: сорому, любові, співчуття і т.д.
- Думки чи спроби самогубства, погрози вбивством чи спричинення насилля (пошук і залякування жертви).

### Святі отці
Святий Іван Золотоустий казав: "Якби ти побачив, що горить будинок свого сусіда, то, скажи мені, хоча б цей сусід був найлютішим з усіх твоїх ворогів, чи не побіг би ти гасити пожежу, побоюючись, щоб вогонь, поширюючись далі, не дійшов і до твоїх дверей? Точно так же міркуй і про біснуватих: демонське володіння є жорстоким полум'ям і пожежею. Дивись, щоб демон, прокладаючи собі дорогу, не зайняв і твоєї душі, і коли помітиш його присутність, з великою старанністю вдайся до Господа свого, а щоб демон, побачивши душу твою полум'яною і не сплячою, визнав твій розум недоступним для себе. Якщо він побачить тебе розсіяним і безтурботним, то скоро вселиться в тебе, як в порожнє житло; а якщо побачить тебе уважним, бадьорим і тим хто прагне до небес, то не наважиться навіть дивитися на тебе".

## У західній культурі
У західній культурі спостерігається посилення активності східних релігійних вчень під маскою руху «нью ейдж», де іноді також зустрічалися випадки одержимості.

## Наукові пояснення
Сучасна медицина розглядає одержимість, як окремий випадок психічного розладу, який називається «какодемономанія» .
Одержимим притаманні класичні симптоми істерії, маніакального синдрому, психозу, синдрому Туретта, епілепсії, шизофренії або роздвоєння особистості .
У той же час віра в надприродну суть одержимості вельми поширена. Так, опитування, проведене в США у 2001 році Інститутом Ґеллапа, показало, що 41% опитаних вірять у реальність одержимості дияволом, хоча з 1990 віра в це слабне.
Переважно вважають можливою одержимість особи 39-50 років, частка жінок серед опитаних трохи переважає над чоловіками .
Окрім теологічного і медичного поглядів, описаних вище, явище одержимості вивчають в межах своїх наукових дисциплін етнографія, соціологія і психологія:
- Етнографія. Відомості про одержимість описують бувальщини (зі слів очевидців, які нібито особисто зустрічалися з неймовірними станами чи чули про це від когось), а також записи народних вірувань про таємничі сили природи взагалі. Чимало таких історій на початку XX-го століття зібрано і опубліковано в працях: Етноґрафічний збірник т.XV, 1904. «Знадоби до галицько-руської демонольоґії, зібрав Володимир Гнатюк» (том 1). Етноґрафічний збірник т. XXXIII, 1912. «Знадоби до української демонології, т.II, випуск 1, зібрав Володимир Гнатюк». Матеріяли до української етнольогії. т. XI, 1909. (Частина друга – Антін Онищук: Матеріяли до української демонольогії. Записані у Зеленици, Надвірнянського повіта, 1907-1909)[9].  У зазначених працях стани одержимості можна зустріти, передусім, у розділах "блуд" і "страхи". Причому страхи тут - це не фізичний стан, а русалки і інші міфічні істоти, оскільки слово має й таке значення[10]. Під впливом цих магічних сил людина може бачити спотворену картину світу, не впізнавати знайому місцевість, ходити цілу ніч довкола копиці чи, навпаки, зайти в болото будучи впевненою, що йде по знайомій місцевості. Щоб "спам'ятатися", в народі радили дуже різні заходи: згадати, на який день тижня цьогоріч припадало Різдво чи хто стояв по праву руку під час останнього причастя, прочитати молитву, одягнути сорочку навиворіт, подивитися між ногами в напрямку, куди потрібно йти і таке інше.   Додаткові відомості про одержимість у фольклорі слов'янських і інших народів цікаві, як джерела світоглядної інформації про особливості, притаманні саме українським віруванням, і те, що пов'язує їх з сусідніми народами. Спрямованість саме на вірування і фольклор і відрізняє етнографічний підхід до вивчення цього явища. У дослідженні слов'янських вірувань варто відзначити дослідження Д.Зеленина, Л.Виноградової, С.Толстої[11], і дуже цікаво порівняти їх, до прикладу, з архаїчними поглядами на одержимість у єврейського народу, описану Г.Бохаком[12]. Попри певні теологічні відмінності, можна відмітити схожість уявлень про можливість злої магії взагалі, необхідність ритуального очищення (в т.ч. зовнішнього), а також можливість застереження злим діям завдяки священних предметам чи апотропеїчним предметам (іконкам, оберегам, амулетам і т.п.).
- Соціологія. Соціологічні дослідження часто використовують ті ж джерела інформації, що і етнографія, одначе розглядають явище одержимості як елемент соціальних відносин. На мікро-рівні це може бути консультація у шамана, який в у стані трансу надає інформацію про бажаність певних дій, які впливають на соціальні дії, наприклад, одруження чи ділові контракти з певними особами. На більш широкому рівні це можуть бути оракули чи жреці, які начебто під впливом вищої волі (боги, предки, духи роду і т.п.) стимулюють або стримують революції, війни чи інші рухи, які охоплюють цілі народи. Еріка Бургіньйон дослідила, що вірування в дисоціативні стани свідомості, які включають вірування в транс і одержимість, присутні у 90% світових культур, причому в цих суспільствах існують розвинені інструменти для підтримки чи заборони цих станів[13]. Вчена також відзначила важливість "культурних очікувань", тобто поінформованість людей наперед про ті чи інші наслідки змінених станів свідомості. Так, в експериментах з психічно стимулюючими речовинами в якості добровольців були індіанці і прості американські студенти. Після прийому препаратів обидві категорії мали видіння, але індіанці бачили поля полювання і предків, як явище, яке було відоме і обговорювалось в їхньому оточенні. У інших учасників експерименту діапазон видінь був набагато ширший. Тому при досліджені суто фізичних станів і лікуванні слід враховувати культурне середовище, як один із елементів, що впливають на свідомість і формують в ній певні прогнозовані алгоритми поведінки. Ще одним прикладом дослідження одержимості як соціального явища є інститут юродивих. В жорсткому суспільстві можливість протесту, а то й просто озвучування заборонених поглядів виключалась. Одначе, якщо такі слова говорила людина, яка знімала з себе всяку соціальну значущість, як юродивий, влада могла ігнорувати це. При цьому дається можливість "спустити пар" і знизити рівень соціальної напруги, що в цілому сприяє стійкості суспільства. Дещо подібне спостерігалось в племені зулусів під час щорічного свята жінок, згаданого тією ж Е.Бургіньйон. В певні дні жінки племені мають право носити зброю, одягатися і говорити як чоловіки. Це дає можливість позбутися стресу у соціально узаконений спосіб, і таким чином забезпечується більша стійкість суспільства до змін  і протестів.
- Психологія. Одержимість з точки зору психології багато в чому пересікається з медичним і соціологічним поглядом, одначе має вузькодисциплінарні особливості. Психологія розглядає особистість і працює з емоційними станами і афектами, а не фізіологічними розладами. І основними методами впливу є аналіз психологічного стану і можливість усунення розладів радше психологічними, а не медикаментозними впливами. Також, в психології розглядаються контакти з оточенням, оскільки людина може бути подавлена чиїмось авторитарним впливом чи сама бути таким чинником. Тут психологія спрямована на усунення негативних наслідків і, по можливості, пошук шляхів домовленостей, прийнятних для всіх сторін. Одначе в центрі роботи є конкретна людина і її безпосереднє оточення, а не маси і соціальні рухи, що і відрізняє психологічний і соціологічний підходи.

На практиці неможливо зупинитися на якомусь окремому напрямку вивчення одержимості, оскільки будь-який з них не є самодостатнім. Так, теологічний погляд описує і соціальну поведінку (прокляття церкви), і психологію (сварки, агресивність), і фізичний стан здоров'я (епілепсія), і все це відбувається на тлі певних вірувань. Ці вірування часто відмінні для конкретного культурного середовища, і є самостійним чинником впливу і програмування поведінки. Тому для дієвого впливу необхідно уміти зрозуміти стан конкретної людини, вивчити її оточення і спрогнозувати, який спосіб допомоги буде найбільш корисним.

## Видання
У 2012 році в Польщі з'явився перший у світі журнал Egzorcysta – про вигнання бісів із одержимих. Щомісяця журнал виходить накладом 15 тисяч примірників. Кожен має по 62 сторінки, коштує 10 злотих.